# 6beta-idrossiiosciamina epossidasi
La 6beta-idrossiiosciamina epossidasi è un enzima appartenente alla classe delle ossidoreduttasi, che catalizza la seguente reazione:
(6S)-6-idrossiiosciamina + 2-ossoglutarato + O2 ⇄ scopolamina + succinato + CO2 + H2O
L'enzima richiede Fe2+ ed ascorbato.